# Philippe Ganier-Raymond
Philippe Ganier-Raymond est un journaliste et auteur français de romans et d'essais sur la Seconde Guerre mondiale, né le 17 juin 1934 à Joinville-le-Pont et mort le 19 janvier 1995 à Paris. D'abord romancier dans les années 1960, il a proposé à partir du milieu des années 1970 des interviews de personnalités pour plusieurs magazines hebdomadaires, comme Paris-Match, Le Nouvel Observateur et L'Express, dont plusieurs ont déclenché des « affaires », sous forme de polémiques Il a fait partie des « écrivains, journalistes, chroniqueurs obsédés par l'Occupation »,, par « idéologie, par motivations familiales et parfois par goût de la provocation »
Philippe Ganier-Raymond publie ensuite plusieurs livres avec d'autres auteurs à la fin des années 1980.

## Biographie

### Famille
Philippe Ganier-Raymond est le fils de Lucien Ganier-Raymond, réalisateur français de deux longs métrages au sortir de la Seconde Guerre mondiale, qui fut l'assistant des réalisateurs Raymond Bernard, Jean de Limur ou Jean Choux.

### Premiers romans
Philippe Ganier-Raymond est l'auteur de plusieurs romans, dont un sur l'espionnage allemand, Le Réseau étranglé (1966) puis Rien que la guerre (1973) et Les Chanteurs de corde (1974), avec pour arrière-fond la déportation des juifs.

### Articles de presse
ll est l'auteur en décembre 1975 du grand reportage que Paris-Match a consacré au couronnement du roi d'Espagne Juan Carlos à la suite de la mort du général Franco, où il raconte comment dans « le soleil froid de l'hiver madrilène », les fans de Franco, « 200 000 peut-être » attendent « après souvent 18 heures de queue » pour se recueillir devant la dépouille du Caudillo. Avec d'autres journalistes de Paris-Match, il a analysé en détail le discours de Juan Carlos  pour observer que, « sauf dans l'homélie qui sert d'introduction au discours, on ne trouve pas une seule référence à Franco ni à son œuvre », ni non plus au 28 juillet, fête nationale et jour de gloire du franquisme.

### Livre sur le général De Gaulle
Philippe Ganier-Raymond est l'auteur, en 1971, sous le nom de Frédéric Barreyre, présenté comme un journaliste à L'Actualité, du livre Derniers mots du Général Charles De Gaulle, publié peu après sa disparition, qui analyse ses citations et en a recueilli auprès des "barons" et des "princes" du gaullisme, et identifie celles qui lui ont été abusivement attribuées. Cet ouvrage se veut une suite aux Mots du Général, publiés en 1962 par Constantin Melnik.

### Conflit avec la veuve de Louis-Ferdinand Céline en 1975
Son essai de 1975, Une certaine France, l'antisémitisme en France 1940-1944 a été coupé d'une quinzaine de pages, à la demande de la veuve de Louis-Ferdinand Céline qui réclamait même la saisie du livre mais ne l'a pas obtenue, observe la presse en mai 1975. La veuve déplorait que deux lettres de son mari, adressées sous l'occupation à Costantini et à Jacques Doriot, mais aussi un extrait entier de son livre Beaux Draps aient été reproduits sans son accord. Dans ce long extrait, l'auteur du Voyage au bout de la nuit « ne faisait pas mystère de ses opinions sur les juifs ». Le livre de Philippe Ganier-Raymond, selon Le Monde, donne « encore un bon aperçu, à l'usage des jeunes générations, de ce que fut l'antisémitisme français avant la fin de la seconde guerre mondiale ».

### LivreL'Affiche rougesur les résistants FTP MOI fusillés en 1944
À partir de 1975 aussi, il s'intéresse à l'Affiche rouge de Léo Ferré, via une enquête retraçant la « vie exemplaire de chacun des jeunes fusillés » du Groupe Manouchian-Boczov-Rayman. Son livre éponyme est publié par Fayard le 5 mai 1975 et obtient un succès de librairie, quelques mois avant la sortie du célèbre film, éponyme lui aussi, préparé, lui, de longue date par Franck Cassenti, en reprenant un projet défendu dès 1966 par Armand Gatti mais qui n'avait pas trouvé de financement.
Le livre se base sur des recherches dans toute l'Europe. Il apporte un éclairage sur la façon dont les combattants FTP-MOI ont utilisé leurs compétences professionnelles spécifiques, liées à leur secteurs d'emploi. Les espagnols qui travaillent dans les poudrières ont volé des explosifs « remis aux artificiers hongrois ». Les tailleurs et fourreurs juifs qui ont dû fournir des sous-vêtements » à l'armée allemande, les ont fait baigner leur laine dans la poudre de verre pour provoquer des blessures et complications aux soldats.
Le livre observe en quelques lignes qu' "à partir de juin" 1943, les "instructions venues d'en haut sont devenues très rares",, et que "le matériel fait défaut",, en provenance de la direction clandestine de la  Résistance intérieure française, alors que les FTP, français et étrangers, savaient parfaitement que, depuis la fin de 1942, les groupes gaullistes de Seine et de Seine-et-Oise avaient reçu des quantités considérables d'armes automatiques et de plastic", les responsables communistes demandant, « conformément aux décisions du CNR », à obtenir leur part d'un stock, qu'ils estimaient sous-évalué.
Philippe Ganier-Raymond y consacre un chapitre entier à  l'action du jeune Hongrois Thomas Elek, 15 ans, qui le 15 octobre 1942 dépose un explosif caché dans un exemplaire du Capital, dans une librairie ne vendant que des livres d'écrivains nazis.Il raconte aussi comment ses camarades de combat aidèrent Manouchian « à surmonter ses réticences » avant de lancer une grenade. Le récit comporte une erreur factuelle, en page 129, sur le footballeur Rino Della Negra, selon les historiens Jean Vigreux et Dimitri Manessis, qui ont aussi observé que livre mentionne que des sacoches ont été récupérées lors d'un attentat, « bourrées de dollars » et que cet argent avait « pu servir aux FTP-MOI », allant dans le sens de la thèse de l'auteur selon laquelle ces résistants avaient été privés de directives et de soutien financier. Le livre comporte une autre erreur, répandue dans les années 1960, considérant que l'attentat contre deux officiers nazis du 23 février 1943 perpétré par Marcel Rajman avait réussi.
Trente ans après, dans son livre L'Affiche rouge, Benoît Rayski, fils d'Adam Rayski, un des survivants de cette époque, observe que l'ouvrage de 1975 mélange allègrement des descriptions purement imaginées aux faits historiques. Philippe Ganier-Raymond estime dans ce livre que la direction du PCF a voulu, l'heure de la Libération approchant, « se débarrasser de combattants aux noms imprononçables », allusion à l'expression employée par Louis Aragon dans son poème de 1955 Strophes pour se souvenir. Il estime qu'elle l'a fait pour en tirer un double bénéfice, celui de leurs actions et celui de leur élimination. Son raisonnement s'appuie sur le sort fait aux dirigeants de la M.O.I. dans les démocraties populaires après la guerre, pour ceux qui étaient devenus de hauts personnages. La période de 1948-1952 pourrait expliquer celle de juin à novembre 1943, selon l'historienne Annette Wieviorka, qui met en garde contre cette méthode d'explication a posteriori contraire à la démarche des historiens.

### Le conflit de 1977 avec Georges Marchais
En décembre 1976, une négociation entre l'URSS et le Chili a permis l'échange du secrétaire général du Parti communiste chilien, Luis Corvalán, détenu par la dictature du général Augusto Pinochet au Chili, et du dissident soviétique Vladimir Boukovski. L'absence de Luis Corvalán aux cérémonies du Kremlin en son honneur peu après sa libération suscite cependant nombre de rumeurs impossibles à vérifier, et qui pourraient venir de sa colère d'avoir été libéré en échange d'un dissident soviétique, et contre une manifestation d'« enthousiasme internationaliste » célébrant cet échange, rapporte Le Monde.
Le numéro un du Parti communiste français Georges Marchais qualifie l'échange de Boukovski contre Corvalán de « lamentable ». À la suite d'une interview accordée par Luis Corvalan, à Philippe Ganier-Raymond et publiée le 14 février dans Le Nouvel Observateur, où il exprima un point de vue très différent, ce dernier vint au secours du PCF en déclarant qu'il n'avait jamais prononcé les propos rapportés. Georges Marchais déclara le lendemain sur Antenne 2 espérer que le journal de la semaine suivante publie le démenti que Luis Corvalan a rendu public à Moscou à « des propos erronés ».
Le Nouvel Observateur apporta la preuve du contraire, le journaliste répondant qu'il « dispose des bandes magnétiques de l'enregistrement » et que ces propos lui ont été « répétés plusieurs lois et avec précision », au cours de l'entretien, concernant « les allégations qui peuvent paraître aujourd'hui litigieuses » et qui concernent Vladimir Boukovski et Georges Marchais
La polémique est traitée côté communiste par quelques lignes publiées dans L'Humanité dès le 23 février, lendemain de l'émission. Luis Corvalan a ensuite accordé une interview au correspondant en Italie du quotidien Le Monde, après une visite d'une dizaine de jours en Italie, où il a reconnu que d'autres partis communistes « peuvent avoir une vision différente » du sien, sans vouloir les juger à une question sur la manière dont sa libération a été obtenue, que Georges Marchais avait qualifiée de « marchandage lamentable ». « Il ne me paraît nullement convenable de commenter l'opinion du camarade Marchais, avec lequel j'ai le désir et l'intention de m'entretenir prochainement », répond-il alors au Monde.

### L'affaire Darquier de Pellepoix en 1978
Dans le cadre d'une enquête menée à titre personnel « sur les relations entre la presse et l'opinion dans la France occupée » en 1940-1944, Ganier-Raymond découvert des écrits de Louis Darquier de Pellepoix, ex-commissaire aux questions juives du gouvernement de Vichy, réfugié à Madrid avec un groupe d'exilés français autour d'Abel Bonnard, Georges, Maud Guilbaud et d'Alain Laubreaux. Envoyé en reportage en 1975, à Madrid, il découvre la présence de Louis Darquier de Pellepoix dans l'annuaire téléphonique espagnol. Trois ans après, il obtient un entretien avec lui au cours duquel il a dissimulé l'enregistreur dans un ventilateur et un appareil photo dans un sac, porté par Juana Biarnes, reporter du magazine espagnol Pueblo, en utilisant pour l'approcher le journaliste pigiste introduit dans les milieux d'extrême-droite Jean-Michel Bamberger et Jeanne Degrelle, la seconde femme de Léon Degrelle.
L'entretien est publié dans le magazine L'Express, le 28 octobre. Au cours de cet entretien, qui a fait scandale, l'interviewé affirmait qu'« à Auschwitz, on a gazé (que) des poux » et le magazine reprend cette phrase en titre. L'interview « donne une notoriété inédite au négationnisme » car l'ancien commissaire aux Questions Juives y déclare que l'extermination des Juifs est une invention pure et simple, une invention juive bien sûr" et ouvre la voie peu après, selon les historiens, à Robert Faurisson qui accède à la célébrité à travers une série de scandales médiatiques et de procès en raison de sa négation du génocide juif, devenant au début des années 1980, une icône des négationnismes. Demandée par la France, l'extradition de Louis Darquier de Pellepoix est refusée par l'Espagne car il n'a pas été condamné pour crime de guerre (imprescriptible) et que son état de santé est jugé trop précaire.
Immédiatement, une information judiciaire est ouverte pour complicité de provocation à la discrimination ou à la haine raciale, complicité d'apologie de crimes de guerre ou de collaboration avec l'ennemi, complicité de diffamation et d'injures raciales, et Philippe Ganier-Raymond entendu à titre de témoin par Émile Cabié, premier juge d'instruction à Paris. Ce dernier remet les deux cassettes d'enregistrement de son entretien et affirme avoir trouvé l'adresse de Louis Darquier de Pellepoix tout simplement en consultant l'annuaire téléphonique de Madrid, où il se trouvait au moment de l'agonie de Franco en 1975, puis avoir réfléchi pendant trois ans à ce projet.
« Je ne suis pas un chasseur de nazis, mais un historien. L'histoire prend maintenant le relais de l'information et c'est une bonne chose » déclare-t-il pour se justifier de cette interview « qui a provoqué un tremblement de terre ». Au cours de cette interview, Louis Darquier de Pellepoix se défend des accusations sur la grande rafle du Vel' d'Hiv, dont on l'accuse traditionnellement en répondant : « c'est Bousquet qui l'a organisée. De A à Z. Bousquet était le chef de la police. C'est lui qui a tout fait… ».

### Coopération sur le film de Mosco Boucault
Sa coopération fut très importante sur le film documentaire de Mosco Boucault, Des terroristes à la retraite, diffusé à télévision en 1985 mais terminé dès octobre 1983, où il est le dernier intervenant interviewé, et reprend la thèse de son livre de 1975 sur le sacrifice des résistants FTP-MOI de Paris par le PCF. Franck Cassenti, auteur du film L'Affiche rouge de 1976 avait sorti en 1973, grâce à une campagne de presse pour en faire lever l’interdiction un court métrage, L'Agression, sur un crime raciste.
Franck Cassenti avait commencé à réaliser un second film sur le sujet de L'Affiche rouge, avec l'aide du journaliste Pierre Goldman, adaptation de Souvenirs obscurs d’un juif polonais né en France, livre autobiographique que Goldman a écrit en prison. Mais Franck Cassenti a fait face à plusieurs difficultés. Tout d'abord en 1978 lorsqu'il est expédié par Antenne 2 à Cuba avec Régis Debray, pour un reportage vite déprogrammé par les « esthètes » à la direction de la chaîne, Jean-Pierre Elkabbach, Louis Bériot et Patrick Poivre d’Arvor. À l'automne 1979, la mort du journaliste Pierre Goldman oblige Franck Cassenti à modifier le projet pour s'en tenir à un film plus modeste, consacré au concert organisé pour la veuve et le fils de Pierre Goldman.
En 1985, selon Le Point, c'est une de ses déclarations à la fin du documentaire de Mosco Boucault qui met le feu aux poudres et déclenche une polémique sur le sacrifice des FTP-MOI au sein de la Résistance française. Philippe Ganier-Raymond pose également la question, avec rancœur et rage, du peu de place donnée aux résistants étrangers dans les livres écrits par les dirigeants du PCF comme Jacques Duclos.

### Livres des années 1980
Il est ensuite dans les années 1980 l'auteur de nouveaux livres comme Paris en 1987, avec un texte sur des photos de Pierre Toutain-Dorbec, et la même année Berlin et Grande-Bretagne, avec Stéphane Duroy.

### Décès
Philippe Ganier-Raymond est mort le 19 janvier 1995 à Paris, des suites d'un cancer du larynx. Il était âgé de 60 ans.

## Ouvrages
- Le Réseau étranglé (1966)
- Rien que la guerre (1973)
- Derniers mots du Général, (sous le pseudonyme de Frédéric Barreyre (1971)
- Les Chanteurs de corde (1973)
- L'affiche rouge (1975)
- Une certaine France, l'antisémitisme en France 1940-1944 (1975)
- Berlin (1987) avec Stéphane Duroy
- Grande-Bretagne (1987) avec Stéphane Duroy
- Paris (1987), avec un texte sur des photos de Pierre Toutain-Dorbec